# Bassam Abu Sharif
Bassam Abu Sharif (بسام أبو شريف) (Jerusalén, 9 de agosto de 1946) es un político que nació en durante el mandato británico de Palestina. Fue asesor del expresidente palestino, Yasser Arafat, y uno de los fundadores del Frente Popular para la Liberación de Palestina (FPLP).

## Biografía
Proviene de una familia musulmana suní de clase media alta. Se cría en Jordania donde su familia reside desde 1943 por el trabajo de su padre en el Banco Árabe. Abu Sharif asiste a la Universidad Americana de Beirut en 1963 y se gradúa en 1967.
Durante su paso por la universidad de Beirut conoce a George Habash y se une al Movimiento Nacionalista Árabe (MNA). En 1966 es deportado a Jordania por sus actividades políticas, pero vuelve a Beirut un año más tarde. Tras la derrota de la guerra de 1967 y la ocupación de Cisjordania y la Franja de Gaza, Bassam Abu Sharif participa junto a George Habash y Wadih Haddad en la conferencia fundacional del Frente Popular para la Liberación de Palestina (FPLP). Es elegido miembro del buró político del partido y en 1969 se convierte en el subdirector de al-Hadaf, un semanario vinculado al FPLP.  Tras el asesinato del editor de al-Hadaf, Ghassan Kanafani, por parte del Mosad en 1972, Abu Sharif ocupa el puesto. Se convierte en secretario de la Unión General de periodistas y escritores palestinos en 1972 y vicepresidente de la Organización Internacional de periodistas en 1974.
Durante la década de 1970 Abu Sharif gana reconocimiento internacional como portavoz del FPLP gracias a las campañas internacionales. 

## Intento de asesinato
El Mossad israelí el 25 de julio de 1972 envió un libro bomba a la oficina de Bassam Abu Sharif. El libro explotó en sus manos mientras se encontraba en su puesto de trabajo de la revista al-Hadaf. Este intento de asesinato le hizo perder cuatro dedos, se quedó sordo de un oído y perdió la vista de un ojo. Este ataque fue una respuesta al ataque contra el aeropuerto de Tel Aviv donde murieron 26 personas producido el 25 de julio de 1972 llevado a cabo por el Ejército Rojo Japonés en nombre de la FPLP.

## Carrera política
Después de recuperarse de sus heridas, continuó trabajando como editor en jefe de la revista Al-Hadaf. Aparte de su labor periodística, participó en todas las luchas palestinas desde 1967 y  formó parte del Consejo Nacional Palestino desde 1973. Durante la invasión israelí del Líbano en 1982, Bassam Abu Sharif fue nombrado portavoz de las Fuerzas Conjuntas Libanés-Palestinas, que se enfrentaron al asedio de Beirut encabezado por Sharon.
Tras la derrota, salió de Beirut junto con todos los líderes y combatientes palestinos y se instalaron en Damasco. Desde la década de los 70 Bassam Abu Sharif empieza a rechazar la lucha armada y comienza a acercarse a Fatah, la facción dominante dentro de la OLP (Organización por la Liberación Palestina). Estos factores hacen que en 1982 durante el Congreso General de la FPLP es obligado a dimitir como miembro del buró político del partido y editor de al-Hadaf y pasa a ser el encargado de liderar el departamento de relaciones exteriores del FPLP. En 1987 es expulsado de la FPLP por reunirse con el presidente egipcio Hosni Mubarak y a partir de este momento se convierte en el asesor del presidente Yasser Arafat.
Desempeñó un papel  fundamental en la ofensiva diplomática palestina durante la intifada de 1987- 1993 que finaliza con los Acuerdos de Oslo de 1993. Bassam Abu Sharif siguió sirviendo como asesor del Presidente Yasser Arafat, a pesar de su insatisfacción con las conversaciones y los Acuerdos de Oslo. Después del asesinato de Yasser Arafat, Bassam Abu Sharif fue destituido de su cargo por una decisión de Mahmoud Abbas, como parte de una campaña por eliminar cualquier apoyo al difunto líder.

## "Documento de Abu Sharif"
El "Documento Abu Sharif" fue un plan político publicado por Abu Sharif en junio de 1988  que sentó precedente en la posición de los líderes palestinos, ya que por primera vez se propuso la solución de los dos estados.
Los puntos principales del documento fueron:
Todo lo que se ha dicho hasta ahora sobre el conflicto del Oriente Medio se ha centrado en las diferencias de opinión entre palestinos e israelíes y ha ignorado los puntos sobre los que existe un acuerdo casi completo. Es fácil no considerar estos puntos, ya que están ocultos bajo un alijo de 70 años de hostilidad y sospecha mutua ... Elimine las capas de miedo y desconfianza en las que generaciones de líderes israelíes han envuelto las cuestiones sustantivas, y encontrará que los palestinos y los israelíes están en general de acuerdo sobre los objetivos y los medios:
Los objetivos de Israel son la paz y la seguridad duraderas. La paz y la seguridad duraderas son también los objetivos del pueblo palestino. Nadie puede entender los siglos de sufrimiento del pueblo judío más que los palestinos. Sabemos lo que significa vivir sin un estado y ser objeto de ansiedad y prejuicios de otros pueblos... Creemos que todos los pueblos, incluidos los judíos y los palestinos, tienen derecho a administrar sus propios asuntos, a esperar de sus vecinos no sólo una no guerra, sino también una cierta cooperación política y económica, sin la cual ningún país estaría verdaderamente seguro, independientemente del poder de su máquina de guerra, y sin la cual ninguna nación puede prosperar verdaderamente, independientemente del grado de generosidad de sus amigos en el extranjero. Los palestinos quieren este tipo de paz y seguridad para sí mismos, y los israelíes lo quieren porque nadie puede construir su futuro sobre las ruinas de otro.
Los medios por los cuales Israel quiere lograr una paz y una seguridad duraderas son las conversaciones directas, sin que ninguna parte externa pueda imponer o vetar un acuerdo. Los palestinos están de acuerdo. No vemos manera de resolver ninguna disputa sin que las partes en este conflicto mantengan conversaciones directas entre sí, y creemos que cualquier acuerdo coercitivo desde el exterior no será aceptado por una o ambas partes y, por lo tanto, no resistirá la prueba del tiempo ... La OLP lo hará porque la esencia de su existencia no es la destrucción de Israel, sino la redención del pueblo palestino y sus derechos, incluido el derecho a la autoexpresión democrática y la autodeterminación. Lo que le impide decirlo incondicionalmente no es lo que aparece en las resoluciones, sino lo que les falta: ninguna de ellas dice nada sobre los derechos nacionales del pueblo palestino, incluido su derecho democrático a la libertad de expresión y la autodeterminación. Por esta razón, y solo por ella, hemos dicho repetidamente que aceptaremos las Resoluciones 338 y 242, en el contexto de las otras resoluciones de la ONU, que reconocen los derechos nacionales de la nación palestina.
La importancia de este documento es la aceptación de las Resoluciones 338 y 242 de Naciones Unidas y el reconocimiento a Israel dentro de las fronteras de 1967. La propuesta de la creación de los dos estados crea una base sobre la cual la OLP va a actualizar su plan  político. Con esta nueva base Arafat presentará su iniciativa de paz en la Asamblea General de Naciones Unidas en Ginebra el 17 de diciembre de 1988.

## Conferencia de Madrid

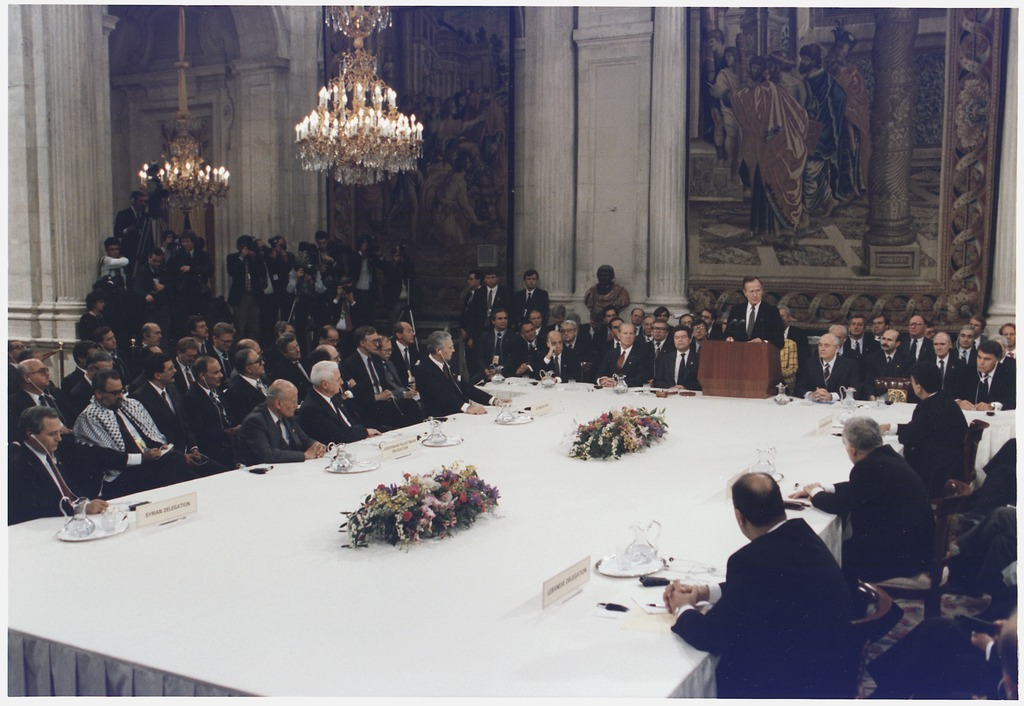
Conferencia de Madrid (1991)

Aunque Bassam Abu Sharif  no participó en la Conferencia celebrada en 1991 en Madrid, se le atribuye un papel fundamental en la presencia de Palestina en la Conferencia de Madrid. La comunidad internacional intento emprender un proceso de paz en Oriente Medio entre Israel y los países árabes. Participan las delegaciones de Israel, Líbano, Siria, Egipto y Jordania- Palestina. No se obtuvo ningún acuerdo, pero fue el antecedente de los Acuerdos de Oslo de 1993. La delegación conjunta de Jordania- Palestina no incluyó a miembros oficiales de la OLP, pero Arafat había estado en contacto con los representantes palestinos que si que habían acudido a la conferencia.

## Vinculación con los secuestros de aviones
A principios de la década de 1970, el FPLP  fue uno de los principales organizadores de secuestros de aeropuertos de todo el mundo. Bassam Abu Sharif a menudo ha sido vinculado con el famoso secuestro simultáneo de varios Boeing 707 en septiembre de 1970. Tres secuestros serán exitosos PanAm, TWA, Swissair y uno fracasará: un avión de El Al (aerolínea nacional israelí) en el que Leila Khaled será capturada. Una vez que los aviones fueron vaciados de sus pasajeros y tripulaciones, estos Boeing fueron destruidos en el desierto de Zarka en Jordania. Estos eventos llevaron a la expulsión de la OLP de Jordania por el rey Hussein después de sangrientos combates que se conocen como el Septiembre Negro.

## Premios
- Premio Lenin (1980)
- Premio Pluma de Oro Alemana (1981)

## Obras
- Bassam Abu-Sharif and Uzi Mahnaimi. The Best of Enemies: The Memoirs of Bassam Abu-Sharif and Uzi Mahnaimi, 1995. ISBN 978-0-316-00401-5
- Tried by Fire, 1996. ISBN 978-0-7515-1636-4
- Bassam Abu Sharif, Arafat and the Dream of Palestine: An Insider's Account (2009) - ISBN 978-0-230-60801-6